# Beatlemania Hamburg

Museumslogo

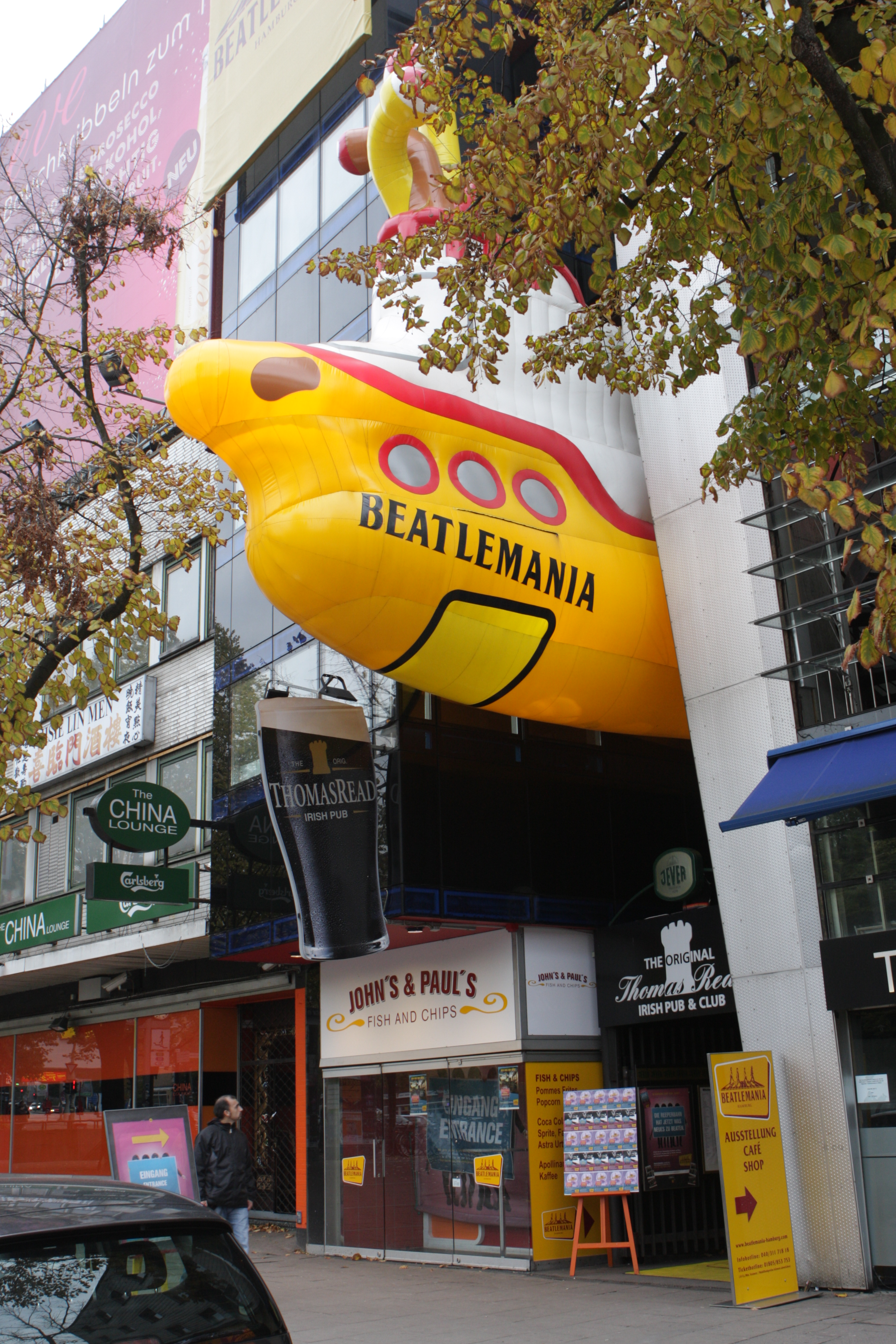
Außenansicht des Museums

Beatlemania Hamburg war ein der britischen Rockband The Beatles gewidmetes Museum in Hamburg.
Es war als „Erlebnis-Ausstellung“ konzipiert und befand sich am Nobistor 10 im Stadtteil St. Pauli. In unmittelbarer Nähe liegen der Beatles-Platz und die Große Freiheit, in deren Clubs die Beatles Anfang der 1960er Jahre spielten und damit einen Meilenstein ihrer späteren Karriere legten.
Die Ausstellung, über deren Eingang sich ein Yellow Submarine an der Fassade befand, war am 29. Mai 2009 eröffnet worden. Das Museum erstreckte sich über fünf Etagen mit elf verschiedenen Themen-Räumen. Diese widmeten sich mit Original-Exponaten, interaktiven Elementen, Fan-Devotionalien oder dem Nachbau der Straße Große Freiheit im Stil der 1960er Jahre den Beatles von deren Hamburger Zeit bis zu ihrer Auflösung. 
Das privat betriebene Museum wurde wegen wirtschaftlichen Misserfolgs am 30. Juni 2012 geschlossen. Bis zur Ankündigung der Schließung hatten rund 150.000 Besucher die Ausstellung gesehen. Die Exponate wurden den Sammlern und Leihgebern zurückgegeben.
Im Sommer 2020 eröffnete an dieser Stelle das Sankt-Pauli-Museum, das unter anderem auch Exponate zu den Beatles zeigte, aber bereits im Oktober desselben Jahres Insolvenz anmelden musste. 